# Engelbert II de Brienne
Pour les autres membres de la famille, voir Maison de Brienne.
Pour les articles homonymes, voir Brienne.
Engelbert II de Brienne (né vers 940 - † après 990), est comte de Brienne à la fin du Xe siècle. Il est le fils d'Engelbert Ier, premier comte de Brienne connu.

## Biographie
Il succède comme comte de Brienne à son père après la mort de celui-ci après 968 (toutefois, il n'est pas impossible, mais peu probable, qu'Engelbert Ier et Engelbert II soient une seule et même personne.
Peu après 980, après la mort de sa fille Ingeltrude et de son gendre Milon de Tonnerre, il réclame la possession de la terre de Jessains qui avait fait partie de la dot de sa fille, mais qui aurait été donné par celle-ci et son époux aux moines de l'abbaye Saint-Michel de Tonnerre.
Engelbert III de Brienne affirmera plus tard dans une charte que son prédécesseur, Engelbert II, a relevé l'abbaye de Montier-en-Der de ses ruines.

## Mariage et enfants
Le nom de sa femme est inconnu (peut-être Mainfreda), mais il a eu au moins deux enfants :
- Engelbert III de Brienne, qui succède à son père ;
- Ingeltrude de Brienne († après 980), qui épouse Milon, comte de Tonnerre.

## Sources
- J.A. Jacquot, Notice historique sur Brienne, 1832.
- M. Bourgeois, Histoire des comtes de Brienne, 1848.
- Marie Henry d'Arbois de Jubainville, Histoire des Ducs et Comtes de Champagne, 1865.
- Marie Henry d'Arbois de Jubainville, Catalogue d'actes des comtes de Brienne, 950-1356..., 1872.
- Edouard de Saint-Phalle, Les comtes de Brienne, 2017.
- Dana Celest Asmoui Ismail, History of the Counts of Brienne (950 – 1210), 2013.
- Guy Perry, The Briennes: The Rise and Fall of a Champenois Dynasty in the Age of the Crusades, c. 950–1356, 2018.